# P-70 Ametist
El P-70 Ametist (nombre de informe de la OTAN: SS-N-7 Starbright, designación GRAU 4K66; ruso: П-70 «Аметист» 'Amethyst') fue un misil antibuque transportado por submarinos soviéticos e indios del Proyecto 670, así como como el Proyecto soviético 661 Anchar. Pronto fue sucedido por el P-120 Malakhit (SS-N-9 'Siren').
Lanzado el 3 de junio de 1968, fue el primer sistema de misiles del mundo lanzado desde un submarino sumergido. Entre 1968 y 1987 se construyeron un total de 631 misiles.

## Historial operativo
El P-70 entró en servicio con la Armada Soviética en el primer Proyecto 670, el 3 de junio de 1968. Se produjeron alrededor de 200.
India arrendó el Chakra, un submarino soviético del Proyecto 670 de enero de 1988 a 1992, para adquirir experiencia en la utilización de un submarino nuclear.